# Euphysora pseudoabaxialis
Euphysora pseudoabaxialis är en nässeldjursart som beskrevs av Bouillon 1978. Euphysora pseudoabaxialis ingår i släktet Euphysora och familjen Corymorphidae. Inga underarter finns listade i Catalogue of Life.